# ビフォア・ザ・レイン
『ビフォア・ザ・レイン』（Before the Rain, Pred dozhdot）は、1994年にマケドニア、フランス、イギリスの共同で製作された映画である。監督はミルチョ・マンチェフスキで、彼の故郷であるマケドニア共和国とイギリスを舞台に撮られる3つのチャプターから成る。

## 概要
本作品は1994年のヴェネツィア国際映画祭において金獅子賞を始めとして5つの賞を受けた。また同年のアカデミー外国語映画賞にノミネートされた。他にも、ストックホルム国際映画祭などでいくつかの賞を受けた。
長らく DVD が未発売であったが、アメリカでは2008年6月にクライテリオンよりリージョン1 DVD (NTSC 方式) としてリリースされた。

## ストーリー
本作品は3つのパートからなる。
「第1部 言葉」（Part 1. Words）では、修道院で沈黙の修行に励む若い修道僧キリルと、彼の元に逃げ込んできたアルバニア人の少女ザミラの交流が描かれる。
「第2部 顔」（Part 2. Faces）では、ロンドンの雑誌社に勤めるアンの物語が描かれる。彼女は夫ニックとの関係がうまくいかず、マケドニア出身の写真家アレキサンダーに魅かれていた。
「第3部 写真」（Part 3. Pictures）では、帰国したアレキサンダーとその後の物語が描かれる。故郷の村ではマケドニア人とアルバニア人が対立し、一触即発の状態になっていた。

## キャスト
- キリル：グレゴワール・コラン
- ザミラ：ラビナ・ミテフスカ
- アン：カトリン・カートリッジ
- アレキサンダー・キルコフ：ラデ・シェルベッジア
- ニック：ジェイ・ヴィラーズ